# Реакція Асколі
Реакція Асколі (англ. Ascoli's test; Ascoli ring test) — особлива серологічна реакція для діагностики сибірки (антракса). Цю реакцію використовують як у ветеринарії, роботі санітарної служби, так і в клінічній практиці медицини. Це реакція преципітації (термоімунопреципітації), яку застосовують для виявлення безклітинного термостабільного сибіркового антигену як в трупах померлих тварин, шкірі, готовій продукції (повсть, щетина, сукно), м'ясі, ґрунті, випорожнення тварин тощо, так і в некротичній тканині сибіркового карбункулу.

## Етимологія
Реакцію запропонував і запровадив італійський патолог Альберто Асколі, який зацікавився проблемою, як виявити заражені сибірковим збудником солдатські кожухи, через яких відбувалось зараження сибіркою італійських солдат на Північному італійському фронті під час першої світової війни.

## Техніка підготовки субстрату

### 1-й спосіб
З досліджуваного матеріалу готують упродовж 5-45 хвилин кип'ятінням витяжки у водяній бані в ізотонічному розчині хлориду натрію. Матеріал, що містить жир, попередньо знежирюють хлороформом, струшуючи протягом 10 хвилин. Хлороформ потім видаляють. При масових дослідженнях шкір антиген екстрагують на холоду, попередньо піддавши матеріал стерилізації в автоклаві при температурі 100 °C протягом 30 хвилин.

### 2-й спосіб
Екстрагують антиген потрійним об'ємом 0,5 % розчину 80 % оцтової кислоти у фізіологічному розчині протягом 10-15 хвилин в апараті Коха або автоклаві. Екстракт фільтрують через паперовий фільтр до повної прозорості або центрифугують при 1000-3000 об/хв.

## Проведення реакції
У вузьку пробірку для преципітації наливають імунну преципітуючу протисибіркову сироватку і обережно нашаровують на неї випробуваний екстракт. Протягом найближчих 10 хвилин на межі між сироваткою і екстрактом у позитивних випадках з'являється кільце помутніння (кільцепреципітація). Для підтвердження специфічності одержаного результату проводять паралельно контрольні реакції з субстратами, що не містять заражений матеріал, та з нормальною сироваткою. Реакція Асколі є дуже чутливою та специфічною.